# Maclyn McCarty

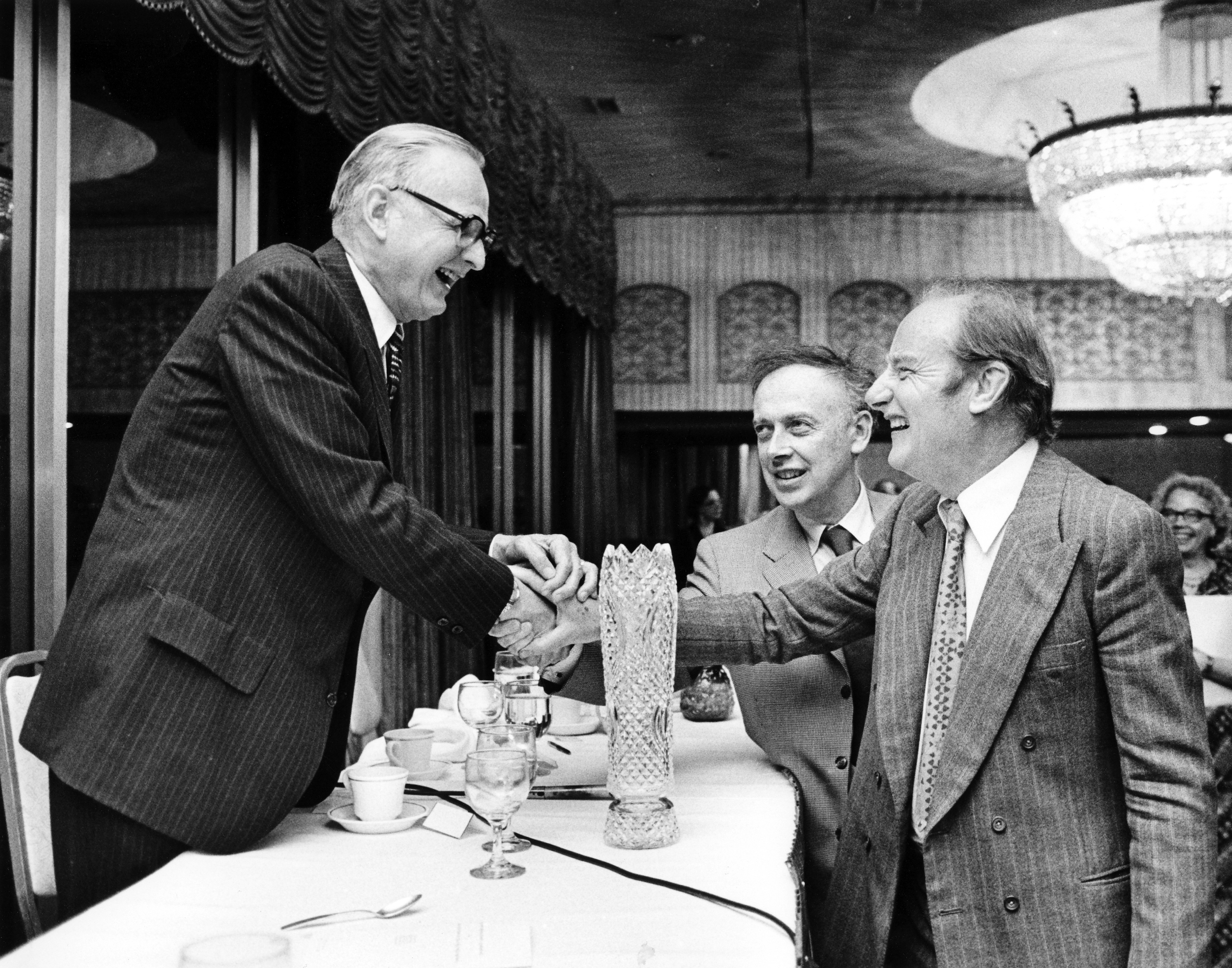
Maclyn McCarty (z lewej) z Francisem Crickiem i Jamesem Watsonem

Maclyn McCarty (ur. 9 czerwca 1911 w South Bend, Indiana, zm. 2 stycznia 2005 w Nowym Jorku) – amerykański biolog, który z Oswaldem T. Averym oraz Colinem M. MacLeodem dostarczył pierwszego eksperymentalnego dowodu na to, że materiał genetyczny składa się z DNA.
W 1990 został laureatem Nagrody Wolfa w dziedzinie medycyny.